# Friedrich Meyer (Politiker, 1826)
Friedrich Heinrich Meyer (* 18. Oktober 1826 in Danzig; † 24. Juli 1888 in Berlin) war ein deutscher Jurist und Reichstagsabgeordneter.

## Leben
Friedrich Heinrich Meyer besuchte bis 1843 das Gymnasium in seiner Heimatstadt Danzig. Von 1843 bis 1846 studierte er Rechtswissenschaft an den Universitäten in Berlin und Heidelberg und wurde 1846 in Halle mit einer Dissertation zum Schuldrecht promoviert. Während seines Studiums wurde er Mitglied des Corps Palatia, welche 1845 in die Burschenschaft Teutonia übertrat.
1847 trat Meyer in den Justizdienst. Von 1852 bis 1864 war er Staatsanwalt in Marienburg und in Thorn. 1862 war er in Coburg an der Gründung des Deutschen Sängerbundes beteiligt. Ab 1864 war er Rechtsanwalt und verfasste einen Kommentars über das Deutsche Strafgesetzbuch.
1872 trat Meyer erneut in den Justizdienst, wurde Oberregierungsrat im Reichsjustizamt und Mitglied des Reichspatentamtes.
Von 1867 bis 1875 vertrat Meyer den Wahlkreis Regierungsbezirk Marienwerder 4 (Thorn-Kulm-Briesen) erst im Reichstag des Norddeutschen Bundes, dann im Deutschen Reichstag für die Nationalliberale Partei. Das Mandat erlosch 1875 durch seinen Eintritt in das Reichsjustizamt.